# Kamina
Kamina   este un oraș  în  partea de sud a Republicii Democrate Congo. Este reședința  provinciei  Haut-Lomami.